# Magnetische veldconstante
De magnetische (veld)constante μ0 (magnetische permeabiliteit van het vacuüm) is een natuurkundige constante, die mechanische en elektromagnetische eenheden met elkaar verbindt. In het SI is de waarde exact gelijk aan:
{\displaystyle \mu _{0}=1,25663706212(19)\times 10^{-6}\ \mathrm {kg} \mathrm {m} /(\mathrm {s} ^{2}\mathrm {A} ^{2})}
Deze waarde is een gevolg van de definitie van de ampère in termen van de kracht tussen twee parallelle geleiders. De magnetische veldconstante is gelijk aan de verhouding (in vacuüm) tussen het magnetische B-veld (om bijvoorbeeld lorentzkrachten uit te rekenen) en het H-veld (gegeven door de elektrische stroom):
{\displaystyle \mathbf {B} =\mu _{0}\mathbf {H} }
De magnetische veldconstante μ0 is met de elektrische veldconstante ε0 en met de lichtsnelheid verbonden door:
{\displaystyle c^{2}={\frac {1}{\varepsilon _{0}\mu _{0}}}}

## Terminologie
Historisch heeft de constante μ0 verschillende namen gehad. Algemeen spreekt men van "de magnetische permeabiliteit van een vacuüm", zoals in het rode IUPAP-boekje van 1987. Nu is de natuurkundige nomenclatuur van het BIPM in het Frans "constante magnétique" en in het Engels "magnetic constant". In het Duits is "magnetische Feldkonstante" de officiële term.

## Herdefinitie
Vòòr de herdefinitie van de basiseenheden op 20 mei 2019, waaronder ook een herdefinitie van de ampère, was de bovenstaande waarde {\displaystyle \mu _{0}=4\pi \times 10^{-7}\ \mathrm {N} /\mathrm {A} ^{2}}, de waarde is weliswaar nog steeds met grote nauwkeurigheid,  maar niet meer exact gelijk:
{\displaystyle \mu _{0}/(4\pi \times 10^{-7})=1,00000000055(15)\ \mathrm {N} /\mathrm {A} ^{2}}